# Protestantischer Trutztaler
Der Protestantische Trutztaler ist eine Talermünze, die im Jahr 1583 vom exkommunizierten Kölner Erzbischof Gebhard Truchseß von Waldburg (1577–1583) im Rheinischen Münzverein geprägt wurde. Der Taler weist weder Namen noch Titel des Münzherrn auf, sondern stattdessen seinen Wahlspruch.

## Münzbeschreibung

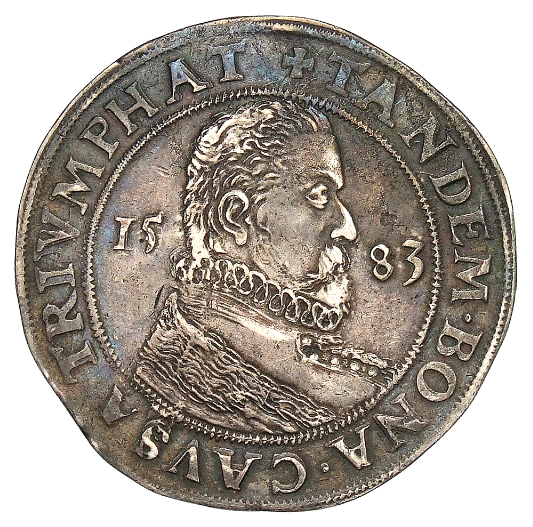
Protestantischer Trutztaler

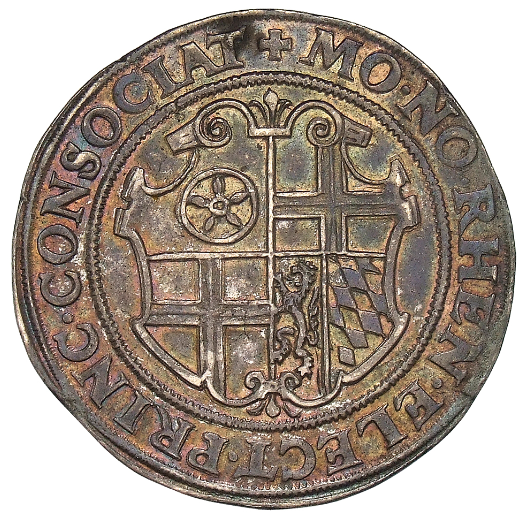
Rückseite

Der sogenannte Protestantische Trutztaler ist ein silberner Reichstaler. Der Durchmesser beträgt 41 mm, sein Gewicht 28,91 g. Der Taler wurde in der Münzstätte Deutz im Rheinland im Rheinischen Münzverein geprägt. Die Talermünze ist aus der Zeit nach der Eheschließung von Gebhard Truchseß von Waldburg mit der evangelischen Gräfin Agnes von Mansfeld. Der Erzbischof war deshalb zur reformierten Kirche übergetreten. Die Prägung des Protestantischen Trutztalers, die erst nach seiner Hochzeit mit der Gräfin Agnes erfolgte, ist an der veränderten Umschrift erkennbar. Das Gepräge enthält nicht mehr seinen Namen und Titel, sondern stattdessen seinen Wahlspruch.

### Vorderseite
Die Vorderseite zeigt das drapierte Brustbild mit Halskrause des Erzbischofs von Köln Gebhard Truchseß von Waldburg (1577–1583) nach rechts. Die geteilte Jahreszahl 15 – 83 ist mittig zu beiden Seiten des Brustbilds angeordnet. Den Taler ließ der Münzherr weder mit seinem Namen noch seinem Titel prägen. Stattdessen ist sein Wahlspruch in Lateinisch in der Umschrift enthalten.
Die Umschrift im doppelten Zierkreis lautet: + TANDEM ۰ BONA ۰ CAVSA ۰ TRIVMPHAT (Endlich triumphiert die gute Sache.)

### Rückseite
Die Rückseite zeigt den ausgeschnittenen, oben gerollten vierfeldigen Vereinsschild des Münzvereins. Die einzelnen Wappenschilde sind dem Bistum Mainz sowie den Kurfürstentümern Kurtrier, Kurköln und Kurpfalz zuzuordnen. Das sind die Mitglieder des Rheinischen Münzvereins.
Die Umschrift im doppelten Zierkreis lautet: + MO(neta) ۰ NO(va) ۰ RHEN(anorum) ۰ ELECT(orum) ۰ PRINC(ipum) ۰ CONSOCIAT(orum) (Neue Münze der Vereinigten Rheinischen Kurfürsten und Fürsten)

#### Wappen
Zuordnung von links nach rechts:
1. Reihe: Mainz; Trier
2. Reihe: Kurköln; Kurpfalz
Anmerkung: Künker-Auktion 2018: Reichstaler von 1583 mit Name und Titel auf der Vorderseite und Wahlspruch als Umschrift auf der Rückseite. Der Taler „von größter Seltenheit“ wird im Gegensatz zum Taler im „Münzlexikon von Helmut Kahnt“ ebenfalls als Protestantischer Trutztaler bezeichnet. Er wurde in Werl, nicht im Rheinischen Münzverein in Deutz geprägt. Das Wappen hat auf diesem Taler fünf Felder: Köln, Westfalen, Egern, Arnsberg und Waldburg als Mittelschild.

## Geschichte

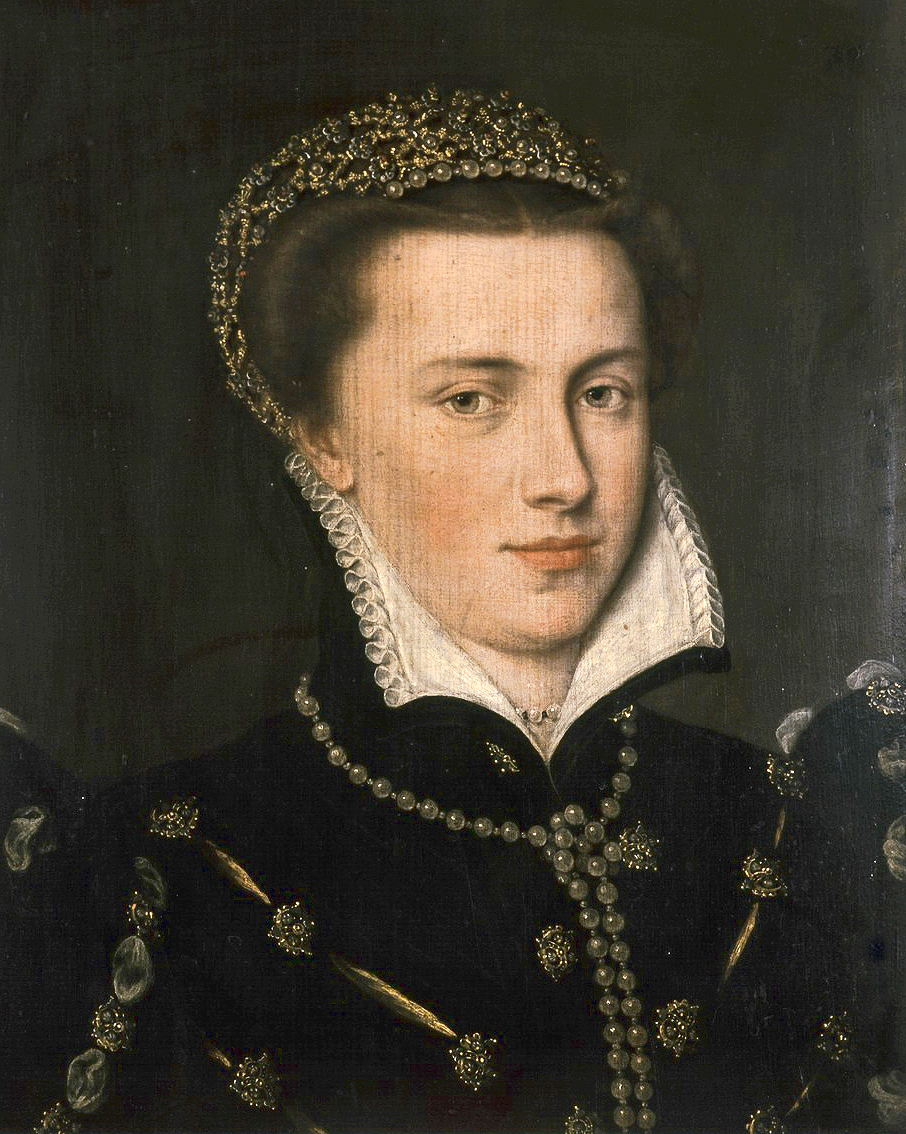
Agnes von Mansfeld-Eisleben; Gemälde eines unbekannten niederrheinischen Meisters

Der Kölner Erzbischof und Kurfürst Gebhard Truchseß von Waldburg trat am 19. Dezember 1582 aus Liebe zur schönen Gräfin Agnes von Mansfeld zur reformierten Kirche über. „Ob Gebhards Übertritt zum Protestantismus noch andere Gründe hatte, als seinen Wunsch, Agnes von Mansfeld in Ehren zu besitzen, muss dahingestellt bleiben.“ Im Januar des folgenden Jahres verkündete er die Religionsfreiheit. Am 2. Februar 1583 fand in Bonn die Hochzeit mit der evangelischen Gräfin Agnes statt. Daraufhin forderte ihn Kaiser Rudolph II. zum Rücktritt auf. Am 1. April 1583 wurde Gebhard von Papst Gregor XIII. exkommuniziert und abgesetzt. Der danach ausbrechende Truchsessische Krieg, auch als Kölnischer Krieg (1583–88) bezeichnet, führte schließlich zum Sieg der gegenreformatorischen Kräfte. Der Versuch, das Erzstift Köln in ein erbliches, protestantisches Herzogtum umzuwandeln, war gescheitert.
Einseitig geprägte Bonner Belagerungsmünzen von 1583 sind Zeitzeugen dieses Kriegs. Johann David Köhler bezeichnet die Klippen als „des Erz-Bischofs und Curfürsten zu Cöln Gebhards, in der Belagerung Bonn A. 1583 geschlagene Noth-Münzen“. Sie zeigen ein kleines Oval, in dem sich das Wappen des Erzbistums Köln mit den drei übereinander gehenden Löwen mittig auf einem Kreuz befinden. Das ist das Wappen des Herzogtums Schwaben, „welches“, so Köhler, „das Geschlecht der Truchsesse von Waldburg führet“.
Anmerkung:
- aus Johann David Köhlers Historischer Erklärung:
Das Erzstift Köln hatte drei Erzbischöfe, die sich in den Ehestand begaben. Der erste war Adolf, Graf von Mark, der die geistliche Würde im Jahr 1367 niederlegte und sich, so Köhler, ein liebes Weib nahm. Der andere, der desgleichen tat, war Graf Salentin von Isenburg. Der dritte, der den ärgsten Verlust durch die Heirat hatte, war Gebhard, des Heiligen Römischen Reiches Erbtruchseß von Waldburg, der, so Köhler, „gerne ein beweibter Erzbischof geblieben wäre, welches aber wegen des in den Augspurgischen Religionsfrieden einverleibten Geistlichen Vorbehalts, unmöglich angehen konnte“.